# Macachín
Macachín é um município da província de La Pampa, na Argentina.